# 지예지
지예지(1997년 12월 19일~)는 대한민국의 사진 작가, 에디터, 카피라이터이다. 본명은 전지예(全志叡)이다. 2021년 얼킨 캔버스 공모전 수상을 하였으며, 《유니브 페스티벌 전시》, 《2022 뱅크아트페어》 등에 참가하였다.